# Reactivo de Fehling

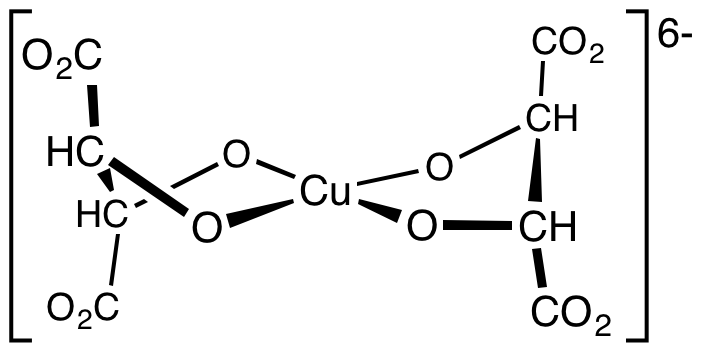
Estructura del complejo principal en la solución de Fehling.

El reactivo de Fehling es un reactivo químico utilizado para diferenciar entre los grupos funcionales carbohidrato y cetona solubles en agua, y como prueba para azúcares reductores y azúcares no reductores, complementaria a la prueba del reactivo de Tollens. La prueba fue desarrollada por el químico alemán Hermann von Fehling en 1849.
El licor de Fehling consiste en dos soluciones acuosas:
- Sulfato cúprico cristalizado, 35 g; agua destilada, hasta 1000 ml.
- Sal de Seignette (tartrato mixto de potasio y sodio), 173 g; solución de hidróxido de sodio al 40 %, 3 g; agua, hasta 500 ml.

Ambas se guardan separadas hasta el momento de su uso para evitar la precipitación del hidróxido de cobre (II).
El ensayo con el licor de Fehling se fundamenta en el poder reductor del grupo carbonilo de un aldehído. Este se oxida a un ácido carboxílico y reduce la sal de cobre (II) en medio alcalino a óxido de cobre(I), que forma un precipitado de color rojo. Un aspecto importante de esta reacción es que la forma aldehído puede detectarse fácilmente aunque exista en muy pequeña cantidad. Si un azúcar reduce el licor de Fehling a óxido de cobre (I) rojo, se dice que es un azúcar reductor.
Esta reacción se produce en medio alcalino fuerte, por lo que algunos compuestos no reductores pueden enolizarse dando lugar a un falso positivo.

## Preparación de laboratorio
La solución de Fehling se prepara combinando dos soluciones separadas: la A de Fehling, que es una solución acuosa azul profunda de sulfato de cobre (II), y la B de Fehling, que es una solución incolora de tartrato de sodio y potasio acuoso (también conocida como sal de Rochelle) hecha fuertemente álcali con hidróxido de potasio. Estas dos soluciones, estables por separado, se combinan cuando es necesario para la prueba porque el complejo de cobre (II) formado por su combinación no es estable. El reactivo activo es el complejo bis (tartrato) de Cu2+, que actúa como agente oxidante. Los tetraaniones tartrato sirven como ligandos alcóxido bidentados. (No es base científica, por lo tanto no es base confiable de información) 

## Uso del reactivo
La solución de Fehling se puede utilizar para distinguir los grupos funcionales aldehído frente a cetona. El compuesto a ensayar se añade a la solución de Fehling y la mezcla se calienta. Los aldehídos se oxidan, dando un resultado positivo, pero las cetonas no reaccionan, a menos que sean α-hidroxi cetonas. El complejo de bistartratocuprato (II) oxida el aldehído a un anión carboxilato y, en el proceso, los iones cobre (II) del complejo se reducen a iones cobre (I). Luego, el óxido de cobre rojo (I) precipita fuera de la mezcla de reacción, lo que indica un resultado positivo, es decir, que se ha producido la redox (este es el mismo resultado positivo que con la solución de Benedict).
La prueba de Fehling se puede utilizar como una prueba genérica para monosacáridos y otros azúcares reductores (por ejemplo, maltosa). Dará un resultado positivo para los monosacáridos de aldosa (debido al grupo aldehído oxidable) pero también para los monosacáridos de cetosa, ya que se convierten en aldosas por la base en el reactivo, y luego dará un resultado positivo.
Fehling se puede utilizar para detectar glucosa en la orina, detectando así la diabetes. Otro uso es en la descomposición del almidón para convertirlo en jarabe de glucosa y maltodextrinas con el fin de medir la cantidad de azúcar reductor, revelando así el equivalente de dextrosa (DE) del azúcar de almidón.
El ácido fórmico (HCO2H) también da un resultado positivo de la prueba de Fehling, como lo hace con la prueba de Tollens y también con la prueba de Benedict. Las pruebas positivas son consistentes con que se puede oxidar fácilmente a dióxido de carbono.
La solución no puede diferenciar entre benzaldehído y acetona.

## Reacción neta
La reacción neta entre un aldehído y los iones de cobre (II) en la solución de Fehling se puede escribir como:
RCHO + 2 Cu2+ + 5 OH− →  RCOO− + Cu2O + 3 H2O
o con el tartrato incluido:
RCHO + 2 Cu(C4H4O6)22− + 5 OH− → RCOO− + Cu2O + 4 C4H4O62− + 3 H2O